# كيب تاون تايجرز
كيب تاون تايجرز هو نادي كرة سلة جنوب أفريقي من مدينة كيب تاون، تأسس النادي في عام 2019.